# Alfonso Romo
Alfonso Romo Garza, né le 8 octobre 1950 à Mexico, est un homme d'affaires de l'agro-industrie, ancien cavalier de haut niveau et homme politique mexicain. Il est Chef du Bureau de la Présidence de la République de 2018 à 2020.

## Biographie
Alfonso Romo naît le 8 octobre 1950 à Mexico. Il est l'arrière petit-fils de Gustavo Adolfo Madero (es) et l'arrière petit-neveu de Francisco I. Madero, président du Mexique de 1911 à 1913, tous deux membres d'une des familles ayant le plus de pouvoir économique au Mexique au XIXe siècle et jusqu'au début du XXe siècle. Alfonso Romo grandit à Mexico dans une famille nombreuse aisée, membre du Mouvement de la famille chrétienne (en).
Après une scolarité jésuite dans un établissement de la Compagnie de Jésus, il déménage au Nuevo León pour suivre des études à l'Institut de technologie et d'études supérieures de Monterrey, où il obtient une licence en ingénierie agricole. Il s'éloigne alors des courants jésuites progressistes et commence à tisser des liens avec l'Opus Dei et la Légion du Christ,. C'est à ce moment de sa vie qu'il devient ami avec Pedro Aspe (es), futur secrétaire aux Finances dans le gouvernement de Carlos Salinas de Gortari, qu'il continue de fréquenter depuis. Il se marie alors avec Maca Garza Lagüera, petite-fille de l'homme d'affaires Eugenion Garza Sada. Il devient alors un riche homme d'affaires.
En 1987 il achète le cigarettier Cigarrera La Moderna, et en 1991 fonde Pulsar International, société mère de diverses entreprises, parmi lesquelles une compagnie d'assurances et de courtage de valeurs. Le groupe s'étend plus tard aux biotechnologies et à la production de semences. Outre ses entreprises commerciales, Pulsar soutient diverses activités culturelles, éducatives et écologiques. Son entreprise de production de semences, Seminis, est ensuite vendue à Monsanto. En 1997, il vend également Cigarrera La Moderna à British American Tobacco.
Cavalier de haut niveau, il participe aux Jeux olympiques d'été de 1996 (Atlanta) et de 2000 (Sydney), dans l'équipe mexicaine d'équitation, où il concourt en saut d'obstacles. Il a également représenté son pays aux Jeux équestres mondiaux de 1994.
Selon un article de Mary Anastasia O’Grady (es) paru dans le Wall Street Journal en février 2018, Alfonso Romo aurait reçu des investissements de la part de l'ex-dictateur chilien Augusto Pinochet pour ses activités de biotechnologies et de semencier en 2000. L'article affirme aussi que Pinochet aurait perdu une part importante de son capital par le jeu d'un montage frauduleux monté par Alfonso Romo,.
En 1998, sa fortune est évaluée par Forbes à 2,4 milliards de dollars américains.
En 2000, Alfonso Romo soutient activement la campagne présidentielle de Vicente Fox et défend ardemment le plan de développement de son gouvernement connu sous le nom de Plan Puebla-Panamá. En 2005, il est destitué de son poste de président de Savia, son entreprise de biotechnologies et semences, par une assemblée d'actionnaires tenues dans des conditions controversées,. En 2006, selon ses propres déclarations, Alfonso Romo participe à la campagne de dénigrement organisée contre Andrés Manuel López Obrador (AMLO), alors candidat du Parti de la révolution démocratique à l'élection présidentielle.
En 2012, il décide de soutenir AMLO lors de sa seconde candidature à l'élection présidentielle, après avoir acheté les services d'entreprises financières pour enquêter sur lui. En 2014, il récupère le contrôle de Savia.
Pour la campagne électorale présidentielle de 2018, il est désigné coordinateur du projet national de López Obrador. Parmi ses missions se trouve celle de rapprocher le candidat du secteur privé national et international, et en particulier dans le nord du pays où les résultats électoraux ne lui avaient pas été favorables lors des élections précédentes,. Après sa victoire aux élections, il est nommé Chef du Bureau de la Présidence de la République.